# Guettarda petenensis
Guettarda petenensis är en måreväxtart som beskrevs av Cyrus Longworth Lundell. Guettarda petenensis ingår i släktet Guettarda och familjen måreväxter.
Artens utbredningsområde är Guatemala. Inga underarter finns listade i Catalogue of Life.